# Frederickena
Frederickena is een geslacht van vogels uit de familie Thamnophilidae (miervogels). Dit geslacht is genoemd naar de Engelse verzamelaar Frederick Vavasour McConnell (1868-1914).

## Soorten
Het geslacht telt drie soorten:
- Frederickena fulva  –  Rosse marmermierklauwier
- Frederickena unduliger  –  Marmermierklauwier
- Frederickena viridis  –  Zwartkeelmierklauwier